# Jorma Valkama
Jorma Valkama (ur. 4 października 1928 w Wyborgu, zm. 11 grudnia 1962) – fiński lekkoatleta specjalizujący się w skoku w dal, trzykrotny uczestnik letnich igrzysk olimpijskich (Helsinki 1952, Melbourne 1956, Rzym 1960), brązowy medalista olimpijski z Melbourne w skoku w dal. 
Zginął tragicznie w wypadku samochodowym.

## Sukcesy sportowe
- dziesięciokrotny mistrz Finlandii w skoku w dal – 1951, 1952, 1953, 1954, 1955, 1956, 1957, 1958, 1959, 1961[2]
- kilkudziesięciokrotny reprezentant kraju w meczach międzypaństwowych (także w sztafecie 4 × 100 metrów), w tym 25 zwycięstw indywidualnych
- dwukrotny rekordzista Finlandii w skoku w dal:
  - 7,55 – Helsinki 11/09/1954[3]
  - 7,77 – Turku 16/09/1956[3]

| Rok  | Miasto    | Zawody               | Konkurencja | Wynik         |
| ---- | --------- | -------------------- | ----------- | ------------- |
| 1956 | Melbourne | Igrzyska olimpijskie | skok w dal  | brązowy medal |
| 1958 | Sztokholm | Mistrzostwa Europy   | skok w dal  | 6. miejsce    |
| 1960 | Rzym      | Igrzyska olimpijskie | skok w dal  | 5. miejsce    |

## Rekordy życiowe
- skok w dal – 7,77 – Turku 16/09/1956 i 7,80w – Warszawa 14/06/1959